# Кушнарёв, Акепсим Михайлович
Акепсим Михайлович Кушнарёв (1837—1902/3) — 1-й гильдии купец, якутский предприниматель, общественный деятель и благотворитель.

## Биография
Акепсим Михайлович родился в семье Михайло Анисимова Кушнарёва (род. 1804) и Марфы Кушнарёвой (род. 1804). У Акепсима было два брата: Иван, Давыд. Отец специализировался на хлебопашестве и огородничестве. Излишки он продавал на городских базарах и ярмарках, а позже вовсе начал вести мелочную торговлю.
Вскоре Михайло Анисимов умер и часть наследства отца досталась Акепсиму Михайловичу. Благодаря своим способностям, он смог продолжить и развить дело отца, расширив куплю-продажу до Якутии и Сибири. Огромным плюсом в этой деятельности было то, что Акепсим в достаточной степени владел якутским языком. Он закупал нужные товары по оптовым ценам в магазинах европейской части России и Сибири.
Акепсим Михайлович смог войти в дело благодаря продажи пушнины. Он закупал её у мелких купцов в небольших населённых пунктах и на Якутских ярмарках. В 1891 году он продал 90 шкур лисиц на сумму 6 000 рублей, в 1892—1720 штук соболиной шкуры, в 1895 году — 5100 штук.
Так как в императорской казне не имелось достаточного количества средств для освоения северо-восточной местности, на якутов были возложены подорожные, подводные и почтовые повинности.
А. М. Кушнарёв совместно с купцом 2-й гильдии А. Л. Борисовым управлял делом в Охотске. Акепсим Михайлович отлично умел торговаться и обладал хорошим юмором. Из сделки он пытался выжить всё, что мог, и чтобы ему эта сделка была выгодной. К примеру, однажды Акепсим Кушнарёв на Ирбитской ярмарке заключил договор о продаже большой партии пушнины, однако, невзирая на данный им устный договор, продал партию по более выгодной цене другому человеку. Местная администрация настаивала на том, чтобы Акепсим Михайлович приобрёл свидетельство о 1-й купеческой гильдии и, соответственно, платил больше налогов, но тот всё время отказывался. Однажды власти заставили его перейти в 1 гильдию. В национальном архиве хранится большое количество судебных исков от А. М. Кушнарёва, в которых он требовал возмещение убытков даже в случае, если условия были не выполнены по уважительным причинам. Подобные дела позволили сформировать некие «правила» о взаимоотношении между предпринимателем и производителем, а также о подходе к исполнению контракта.
Кушнарёв практически не использовал услуги посредников, поэтому всегда получал наибольший доход, что только мог получить. Он сбывал мясо на золотых приисках и пушнины на различных ярмарках, чаще всего центральных.
За 30 лет работы А. М. Кушнарёва в купечестве и предпринимательстве, он узнал, что нужно обычному народу. Акепсим Михайлович активно сотрудничал с разными сибирскими губерниями. Он не только принимал участие во многих ярмарках, но и сам организовывал Учурские и Аяно-Майские. Большие партии пушнины он отправлял на продажу в такие города, как Томск, Новгород, Москву и даже за рубеж.
Также Акепсим Михайлович был благотворителем и развивал социальную культуру общества. На собственные деньги он выстроил приют для нищих и бедных людей, так называемый «ночлежный дом», в котором всегда можно было получить бесплатный горячий ужин. Финансово помогал в построении женской гимназии и библиотеки им. Пушкина, школ и жилых домов…

### Семья
В 1897 году его капитал оценивался в более, чем 1 миллион рублей. Часть наследства получил сын Пётр, вторая часть была отдана вдове и дочери Аграфене. Женой Акепсима Михайловича была Екатерина Матвеевна (1839—1913). Семья Кушнарёвых была образцовой: в ней царила любовь, уважение и беспокойство друг о друге. Вдова Екатерина Матвеева не растратила всё наследство, как это часто случалось в то время, а грамотно пользовалась капиталом своего умершего мужа.
У А. М. Кушнарёва было четверо детей:
- Нефид (род. 1865);
- Татьяна (род. 1862);
- Аграфена (род. 1867);
- Пётр (1877—1940).

Нефид и Татьяна умерли рано, а Пётр учился в якутском училище.
Вдова продолжила дело своего мужа после смерти и ей было предписано вступить в якутские купцы. Пётр Кушнарёв совместно с А. А. Бушуевой основали Торговый дом «Наследники А. М. Кушнарёва», основной капитал которого составлял 800 000 рублей. Каждый член Торгового дома имел официальное право взять кредит в банке на сумму 300 тысяч рублей.
В начале XX века вдова с детьми переселилась в Москву. После смерти Екатерина Матвеева отдала свой пай детям поровну.